# Tomáš Feřtek
Tomáš Feřtek (* 26. června 1962 Praha) je dramaturg, scenárista a publicista. Věnuje se zejména vzdělávání, je spoluzakladatelem informačního centra o vzdělávání EDUin.

## Profesní kariéra
Absolvoval učební obor mechanik-elektronik, během 80. let 20. století studoval na Pedagogické fakultě Univerzity Karlovy, pracoval v antikvariátu a jako čerpač vody jezdil s maringotkou po Čechách a Moravě.
V letech 1992 až 2007 pracoval pro týdeník Reflex jako reportér a šéfreportér. Od roku 2007 působil ve vývoji televize Nova a firmy Media Pro Production jako dramaturg, kreativní producent a později scenárista při vývoji a výrobě docusoapů a detektivního seriálu Kriminálka Anděl. S Českou televizí spolupracoval při přípravě tří sérií skutečných kriminálních případů Případy 1. oddělení (2014, 2016, 2022), návratu do kriminální historie v sérii Četníci z Luhačovic (2017) a minisérie Devadesátky (2021). Jako dramaturg se podílel na seriálu Svět pod hlavou (Český lev za nejlepší dramatický seriál, 2018) a jako autor a scenárista (společně s Matějem Podzimkem a Michalem Reitlerem) na seriálu Ochránce (Cena české filmové kritiky 2021 v kategorii Mimo kino; Český lev za nejlepší dramatický seriál, 2021; Cena Trilobit 2022).
Je autorem několika turistických průvodců po Česku, kromě toho se věnuje propagaci vzdělávání v obecně prospěšné společnosti EDUin. S Martinem Janoškou napsal průvodce Křížem krážem po českých a moravských horách (2011) a podílel se na knize Proměny sudetské krajiny (společně s Ivanem Dejmalem a Miroslavem Baše, 2006). V roce 2015 navázal spolupráci s nakladatelstvím Nová beseda, pro nějž napsal knihu Co je nového ve vzdělávání, která se stala bestsellerem celé edice Co je nového.